# Renault Zoe Preview
 (octobre 2024).
Si vous disposez d'ouvrages ou d'articles de référence ou si vous connaissez des sites web de qualité traitant du thème abordé ici, merci de compléter l'article en donnant les références utiles à sa vérifiabilité et en les liant à la section « Notes et références ».
La Renault Zoe Preview est un show-car à propulsion électrique du constructeur automobile français Renault, présenté en 2010 au Mondial de l'automobile de Paris. La Renault Zoe Preview préfigure la Renault Zoe de série produite à partir de 2012, destinée à affronter la concurrence des Peugeot 1007, Lancia Ypsilon et autres citadines compactes.

## Style et caractéristiques
La Zoé Preview est le concept-car présenté au Mondial de l'automobile de Paris 2010.
L'avant comporte un pli au milieu de la proue. Les phares présentent des spirales. L'arrière est assez similaire à celui de ses sœurs plus grandes notamment la Clio II.
La portière passager est à double articulation, plus grande que celle du conducteur, motorisée, et permet une meilleure accessibilité à l'unique place arrière qui se situe derrière le siège passager. Ouverte, elle prend peu de place sur le côté.
La surface vitrée latérale et le toit en verre panoramique forment un ensemble débarrassé de tout pied milieu et d'arches de pavillon, éclairé grâce à des diodes luminescentes prises dans la matière translucide.
Les réglages personnalisés y compris de la radio, des sièges et des rétroviseurs sont stockés dans une sorte de « clé USB » enfichable sous le « comodo » droit.